# Жак II дьо Бурбон
Жак II дьо Бурбон (на френски: Jacques II de Bourbon; * 1370, † 23 септември 1438, Безансон, Франция) е граф на Ла Марш (1393 – 1435) и като Жак I – граф на Кастър (1403 – 1435).

## Произход
Той е син на Жан дьо Бурбон (* 1344, † 1393), граф на Ла Марш, jure uxoris граф на Вандом (като Жан VII) и Кастър (като Жан II) (1372 – 1393), пер на Франция от 1371 г. и френски военачалник, и на съпругата му Катерина (* ок. 1350, † 1412), графиня на Вандом и на Кастър. Има двама братя и три сестри:
- Луи I (* 1375/1376, † 1446), граф на Вандом от 1403 г., господар на Мондубло, Епернон и Ремаланд, Велик камерхер на Франция от 1408 г., Велик управляващ двора на Франция от 1413 г., родоначалник на кадетската линия Бурбон-Вандом
- Жан (* 1378, † 1458), господар на Каранси и Савини, родоначалник на кадетската линия Бурбон-Каранси
- Анна (* ок. 1380, † 1408), съпруга на Жан дьо Бери, граф на Монпансие, и на Лудвиг VII Баварски, херцог на Бавария-Инголщат
- Мария (* 1387, † 1465)
- Шарлота (* 1392, † 1422), кралица на Кипър като съпруга на Янус дьо Лузинян.

## Биография
Участва в кръстоносния поход, организиран от Жан Безстрашни, херцог на Бургундия, против турците, който завършва с поражение при Никопол през 1396 г.
Кралица Джована II Анжуйска си търси съпруг и изборът пада на Жак. Той пристига в Неапол през 1415 г. и се жени за нея, и е коронясан като съуправител на Неаполитанско кралство. След 4 години Жак се опитва да подчини кралството на себе си и да стане пълновластен крал, но като не успява, се връща във Франция.
През 1428 г. участва на страната на Шарл VII във войната против англичаните и е назначен за губернатор на Лангедок. През 1435 г. се отрича от светския живот и става монах-францисканец в Безансон, където и умира след 3 г.

## Брак и потомство
Жак II се жени два пъти:
∞ 1. 14 септември 1406 в Памплона за Беатрис Наварска (* 1392, † 1414), инфанта на Навара, дъщеря на краля на Навара Карл III Благородни и на Елеонора Кастилска, от която има три дъщери:
- Изабела дьо Бурбон (* 1408, † 1445), монахиня в Безансон
- Мария дьо Бурбон (* 1410, † 1445), монахиня в Амиен
- Елеонора дьо Бурбон (* 1412, † 1463), графиня на Ла Марш, графиня на Кастър от 1435; ∞ 1429 за Бернар д’Арманяк-Пардиак (* 1400, † 1455/1462), граф на Пардиак.

∞ 2. 1415 в Неапол за Джована II Неаполитанска (* 25 юни 1373, † 2 февруари 1435),, кралица на Неапол, от която няма деца.